# Tejsav dehidrogenáz-szintet emelő vírus
A tejsav dehidrogenáz-szintet emelő vírus (angolul Lactate dehydrogenase elevating virus, LDV) az Arteriviridae családba tartozó pozitív egyszálú RNS-genommal rendelkező vírus.
Az LDV csak laboratóriumi vagy vadon élő egereket (főleg Mus musculus, kisebb mértékben Mus caroli) képes megfertőzni, az embert vagy akár rágcsálófajokat, patkányt, hörcsögöt, tengerimalacot nem. A megfertőzött állatnak néhány hétre csökkennek az immunfunkciói, külső tünetek nem észlelhetőek, viszont a vírus élethossziglan az egérben marad. A vírusfertőzés legfontosabb tünete, hogy a tejsav-dehidrogenáz enzim szintje a vérplazmában sokszorosára (5-10x) növekszik.

## Felfedezése
Az LDV-t véletlenül fedezte fel 1960-ban Vernon Riley. Tumorsejtek plazmaenzimekre gyakorolt hatását vizsgálva feltűnt, hogy bizonyos rákos sejtvonalak (vagy akár azok sejtmentes szűrlete) egérbe ültetését követően azok tejsav-dehidrogenéz szintje öt-tízszeresen megnő. 

## Terjedése
Laboratóriumi körülmények között a fertőzött egerek igen ritkán adják tovább a velük egy ketrecben tartott fajtársainak, noha a vírus jelen van a testváladékaikban. Vad körülmények között talán vérszívó paraziták is átadják a betegséget, egyébként verekedéssel és szexuális úton juthat egyik állatból a másikba. A vemhes nőstényekben az LDV átterjed a magzatokra és tejjel is átadódik.

## Virológiája
Az LDV virionja kb 30-40 nm átmérőjű, kapszidja ikozaéder formájú és lipidburokkal rendelkezik. A vírusgenom 14 100 bázispár hosszú és kétharmadát két nagy gén, az ORF1a és ORF1ab teszi ki, amelyek két poliproteint, a PP1a-t és PP1ab-t kódolják. A PP1a a poliproteineket 12 kisebb darabra vágja fel. A lipidburokban két fehérje, a VP2 és VP3 található. A VP2 18 000 dalton, a VP3 15 000 dalton súlyú. A burok meglehetősen labilis és érzékeny a felületaktív anyagokra. 

## Patogenezise
Az LDV az egerek makrofágjainak egy eddig még nem azonosított alcsoportját képes megfertőzni. Célsejtjei a vérben, valamint a szövetekben (máj, lép) lehetnek. A fertőzés a sejtek pusztulásával jár. Az LDV-pozitív egerek nem mutatnak külső tüneteket, de vérükben megemelkedik a tejsav-dehidrogenáz, az izocitrát-dehidrogenáz, a malát-dehidrogenáz, a foszfoglukóz-izomeráz, a glutation-reduktáz az aszpartát-transzamináz és a glutamát-oxaloacetát transzamináz szintje. Az enzimszint-emelkedés általában szövetpusztulás jele, de ilyen ebben az esetben nem figyelhető meg. Friss fertőzés után az immunfunkciók kb. két hétre lecsökkennek, de aztán helyreállnak. Immunszupresszált állatokban egyes vírustörzsek akár halálos kimenetelű idegrendszeri megbetegedést is képesek okozni.

## Fordítás
Ez a szócikk részben vagy egészben  a   Lactate dehydrogenase elevating virus című angol Wikipédia-szócikk ezen változatának fordításán alapul.  Az eredeti cikk szerkesztőit annak laptörténete sorolja fel. Ez a jelzés csupán a megfogalmazás eredetét és a szerzői jogokat jelzi, nem szolgál a cikkben szereplő információk forrásmegjelöléseként.